# Ivan Matteoni
Ivan Matteoni (ur. 21 sierpnia 1971 w San Marino) – sanmaryński piłkarz występujący na pozycji obrońcy lub pomocnika, reprezentant San Marino w latach 1990–2003.

## Kariera klubowa
Karierę piłkarską na poziomie seniorskim rozpoczął w SS Bagnese. Następnie występował w Calcio San Marino, SP Tre Fiori, SS Juvenes, AC Juvenes/Dogana i SS San Giovanni oraz SP Tre Penne.

## Kariera reprezentacyjna
14 listopada 1990 zadebiutował w reprezentacji San Marino w przegranym 0:4 spotkaniu ze Szwajcarią w eliminacjach Mistrzostw Europy 1992. Był to pierwszy w historii oficjalny mecz rozegrany przez San Marino. 10 marca 1993 wystąpił w zremisowanym 0:0 spotkaniu z Turcją w eliminacjach Mistrzostw Świata 1994, w którym San Marino zdobyło pierwszy w historii punkt w meczach kwalifikacyjnych. 25 kwietnia 2001 zagrał w zremisowanym 1:1 spotkaniu z Łotwą w Rydze, w którym San Marino zdobyło ogółem drugi punkt w eliminacjach mistrzostw świata i po raz pierwszy nie poniosło porażki na wyjeździe. Łącznie w latach 1990–2003 Matteoni wystąpił w drużynie narodowej 44 razy, nie zdobył żadnej bramki.

## Sukcesy
SP Tre Fiori
- mistrzostwo San Marino: 1994/95

SP Tre Penne
- Superpuchar San Marino: 2005